# Nichtkonkatenativität
Nichtkonkatenativität ist ein Begriff aus der linguistischen Morphologie. In einigen Sprachen funktionieren Flexion und Wortbildung  durch direkte Modifikation des Wortstammes, Stamm und Affix werden gleichzeitig realisiert. Diese Art der  Morphologie wird als nichtkonkatenativ bezeichnet.
In vielen Sprachen erfolgt die Flexion und das Bilden komplexer Wörter aber über das lineare Affigieren von gebundenen Morphemen an einen Wortstamm: Gewissen-los-ig-keit. Dieses Verfahren wird konkatenativ genannt. 

## Beispiele
Im Tohono O’Odham, einer uto-aztekischen Sprache Arizonas, wird der perfektive Aspekt eines Verbs durch Entfernen der letzten Silbe des Stammes gebildet. Es wird also kein zusätzliches sprachliches Material hinzugefügt, sondern subtrahiert: bidima → bidi "sich umdrehen", huhaaga → huhaa "heulen".
Die Wurzelflexion der semitischen Sprachen, z. B. des Hebräischen, wird auch als eine Art von Nichtkonkatenativität aufgefasst. Die Derivation und Flexion erfolgt nicht über ein lineares Affix, sondern durch die Kombination eines Konsonantenskeletts mit verschiedenen Vokalmustern. Das Skelett g-d-r "einschließen" wird in Kombination mit dem Vokalmuster a-a "Aktiv" zu gadar "er schloss ein"; in Kombination mit dem Vokalmuster u-a "Passiv" wird es zu gudar "er wurde eingeschlossen".
Auch die Flexion und Wortbildung mittels Ton ist als eine Art der nichtkonkatenativen Morphologie klassifiziert.
Gelegentlich wird auch Reduplikation als nichtkonkatenative Morphologie klassifiziert.
Nichtkonkatenativität ist von einigem Interesse für die generative Syntax, weil Sprachen mit einer Vielzahl solcher Verfahrensweisen theoretisch schwer mit einem generativen Modell fassbar sind.